# Muchajjam al-Azza
Muchajjam al-Azza (arab. مخيم العزة) – obóz dla uchodźców palestyńskich w Autonomii Palestyńskiej (zachodni Zachodni Brzeg, muhafaza Betlejem). Według danych Palestyńskiego Centralnego Biura Statystycznego z 2016 liczył 1924 mieszkańców.